# Szcintillátor
A szcintillátorok olyan anyagok, amik az ionizáló sugárzás hatására rövid fényimpulzust bocsátanak ki.

## Típusai

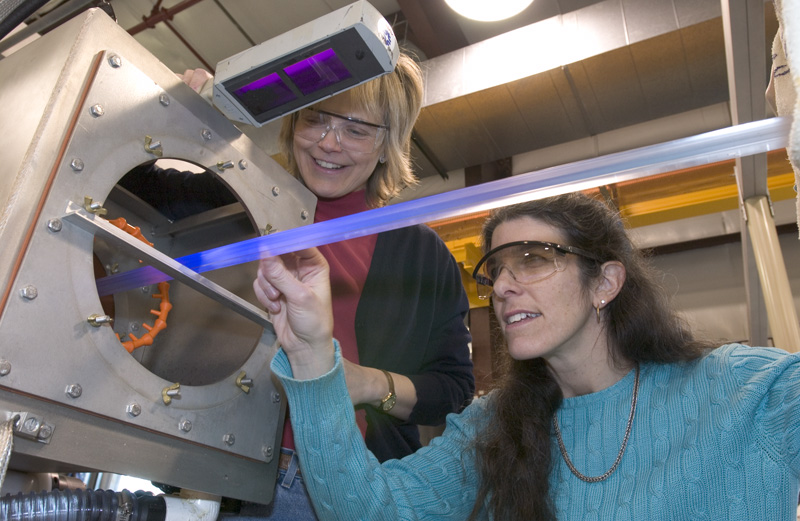
A műanyag szcintillátor UV fényben világít

A szcintillátorokat az aktív anyag fajtája szerint több csoportba sorolhatjuk: 
- szervetlen ionkristályok (NaI(Tl), CsI(Tl), BGO)
- szerves egykristályok (antracén, naftalin)
- szcintilláló oldatok (toluol)

## Tulajdonságai
- olcsóak
- egyszerűen lehet nagy detektort készíteni
- hatásfokuk nagy, és növekszik az elektronok koncentrációjával, vagyis az alkalmazott elemek átlagos rendszámával.
- gyorsak – rövid a holtidejük (10−9 s)
- a fényimpulzus alakjából következtetni lehet a ionizáló sugárzás fajtájára

Hátrányuk, hogy az energiafelbontásuk kicsi (500 eV).

## Alkalmazásuk
A szcintillátorokat a részecskefizika a részecskedetektorok egy típusában, szcintillációs számlálókban alkalmazza. Mivel a fény gyenge (szabad szemmel nehezen megfigyelhető), ezért fotoelektron-sokszorozóval erősítik.